# Reoviridae
Reoviridae è una famiglia di virus a doppio filamento di RNA che possono colpire il sistema gastrointestinale (come Rotavirus) e il tratto respiratorio.